# Aldea Salto
Aldea Salto o Campo María es una localidad y centro rural de población con junta de gobierno de 3.ª categoría del distrito Palmar del departamento Diamante, en la provincia de Entre Ríos, República Argentina. Fue fundada el 21 de julio de 1878 por familias de alemanes del Volga como parte de la Colonia General Alvear, quienes la denominaron Aldea Santa Cruz, pero con el tiempo predominó el nombre de Aldea Salto originado en el arroyo del Salto que corre en sus cercanías. Los nombres Aldea Kehler o Aldea Köhler también sos utilizados en recuerdo de la aldea en Rusia de la cual provenían.
Se accede a la localidad mediante un camino de tierra de 3,6 km desde la rura provincial 11.
La población de la localidad, es decir sin considerar el área rural, era de 121 personas en 1991 y de 96 en 2001. La población de la jurisdicción de la junta de gobierno era de 270 habitantes en 2001.
La junta de gobierno fue creada mediante el decreto 1878/1984 MGJE del 1 de junio de 1984 y elevada a la 3.ª categoría por decreto 1080/2003 MGJ del 7 de abril de 2003.
Para el período 2003-2007 fue elegido presidente de la junta de gobierno Arturo Ruhl de la Unión Cívica Radical, reelegido para el período 2007-2011.